# Tomorrow, Today ギルバート・オサリバン・ベスト・オブ・ベスト
『Tomorrow, Today ギルバート・オサリバン・ベスト・オブ・ベスト』(Tomorrow, Today / Gilbert O'Sullivan Best Of Best) 、ないし、『トゥモロウ,トゥデイ～ベスト・オブ・ベスト』は、イギリスのシンガーソングライターであるギルバート・オサリバンの日本独自編集のベスト・アルバム。1992年8月26日に、キティレコードからCDがリリースされた。
このベスト・アルバムのリリースは、同年春のテレビドラマ『あの日の僕をさがして』の放送後であり、このドラマの主題歌であった「トゥモロウ・トゥデイ」が冒頭に収められたほか、挿入歌として用いられた「ホワッツ・イン・ア・キス（そよ風にキッス）」、「フー・ワズ・イット」が収録された。

## 収録曲
1. トゥモロウ・トゥデイ (Tomorrow Today)
2. クレア (Clair)
3. ゲット・ダウン (Get Down)
4. アローン・アゲイン (Alone Again (Naturally))
5. 愛は遙かに (My Love And I)
6. ウー・ベイビー (Ooh Baby)
7. わたしのお城 (A Woman's Place)
8. そよ風にキッス (アナザー・ヴァージョン) (What's In A Kiss)
9. アイル・ビリーヴ・イット・ホェン・アイ・シー・イット (I'll Believe It When I See It)
10. イフ ・ユー・エヴァー (If You Ever)
11. 二人の願い (To Each His Own)
12. オリバー・ツイストのように (アナザー・ヴァージョン) (Can't Get Enough Of You)
13. ハピネス (Happiness Is Me And You)
14. フー・ワズ・イット (Who Was It)
15. ナッシング・ライムド (Nothing Rhymed)
16. ウィー・ウィル (We Will)